# Konstantínos Dóvas
Konstantínos Dóvas (en grec moderne : Κωνσταντίνος Δόβας) est un homme politique grec né en 1898 et décédé en 1973. Il est brièvement Premier ministre de Grèce de septembre à novembre 1961.